# 翠峰街道
翠峰街道是中华人民共和国云南省曲靖市麒麟区下辖的一个街道，由曲靖经济技术开发区托管。

## 行政区划
翠峰街道下辖以下村级行政区划单位：
三岔社区、王三屯社区、晏官屯社区、高家屯社区、朝阳社区。